# Olur (district)
Olur is een Turks district in de provincie Erzurum en telt 8.812 inwoners (2007). Het district heeft een oppervlakte van 797,7 km². Hoofdplaats is Olur.
De bevolkingsontwikkeling van het district is weergegeven in onderstaande tabel.
| 1997   | 2000   | 2007  |
| ------ | ------ | ----- |
| 11.546 | 10.871 | 8.812 |